# Черешница
Черешница (грч. Πολυκέρασο, до 1926. грч. Τσερέσνιτσα) је насељено место у општини Костур у периферији Западна Македонија, Грчка. Према попису из 2021. године било је 8 становника.
Према бугарском географу и историчару, Василу Канчову, у Черешници је 1900. године живело 520 Словена хришћана. Македонски историчар Тодор Симовски, 1998. године наводи да је Черешница словенско насеље. Према предању село су основали сточари који су дошли из Магарева код Битоља.